# Ермоловка (Краснодарский край)
Ермо́ловка — село в Адлерском районе муниципального образования город-курорт Сочи Краснодарского края. Входит в состав Нижнешиловского сельского округа. Расположено на правом берегу реки Псоу.

## История
Селение разделено правым притоком реки Псоу — Ермоловка на две части. Из-за проходящей рядом государственной границы России с Абхазией, северная часть села является режимным объектом и входит в приграничную зону. Напротив, через реку находится абхазское село Микелрипш, с которым Ермоловка связана мостом  (ныне закрыт в связи с отсутствием пограничного перехода) .

## Население
| 2002 | 2010 |
| ---- | ---- |
| 467  | ↘370 |

## Достопримечательности
- Храм Ермоловка